# Günther Quandt
Pour les articles homonymes, voir Quandt.
Günther Quandt, né le 28 juillet 1881 à Pritzwalk (province de Brandebourg) et mort le 30 décembre 1954  au Caire (Égypte), est un industriel allemand de la famille Quandt.
Il est le père de Hellmuth Quandt, Herbert Quandt et Harald Quandt. Sa première femme, Antonie Ewald, meurt en 1918. Sa deuxième épouse, Magda Behrend, mère de Harald, divorce en 1929, et épouse Joseph Goebbels deux ans plus tard.

## Biographie

### Études, premier mariage et début de carrière
Günther Quandt naît à Pritzwalk an der Dömnitz (dans la Prignitz) ; il est le fils du fabricant de draps Emil Quandt (de) (1849-1925). Sa famille est venue des Pays-Bas au XVIIe siècle. Ils étaient artisans. Ils sont montés dans l'échelle sociale, quand Emil Quandt a épousé la fille d'un prospère homme d'affaires brandebourgeois, de la famille Draeger, propriétaire de l'usine de draps « Draeger Frères », fondée en 1860.
Après avoir fréquenté l'Oberrealschule de Luisenstadt à Berlin, Günther Quandt suit des cours pour améliorer sa connaissance de l'industrie textile en Allemagne et à l'étranger.
En 1908, naît son premier fils Hellmut, de son union avec Antonie Ewald, de trois ans sa cadette.
En 1909, Günther Quandt est détenteur de parts de l'usine familiale « Draeger Frères ».
En 1910 naît Herbert, son deuxième fils.
Un an plus tard, en 1911, Günther Quandt se porte acquéreur de parts de l'usine de draps « Friedrich Paul » à Wittstock sur la Dosse.

### La Première Guerre mondiale et la république de Weimar
En 1915, au cours de la Première Guerre mondiale, il prend la tête de la « Reichswoll AG », principal fournisseur de matières premières textiles destinées à la fabrication d’uniformes militaires.
Sa première épouse Antonie meurt en 1918 de la grippe espagnole.
Après la guerre, Quandt exerce des responsabilités au ministère de l'Économie de la jeune république de Weimar, s'occupant de la direction de l'industrie textile.
Le 4 janvier 1921, Günther Quandt, âgé de 40 ans, se marie à nouveau, avec Magda Behrend qui n'a alors que 19 ans. Dix mois plus tard, le 1er novembre, naît leur fils Harald. 
En 1922, il quitte ses fonctions au ministère pour revenir à Pritzwalk ; il regroupe alors les usines dont il s'occupait déjà à Pritzwalk et Wittstock dans un ensemble dénommé « Draeger-Paul-Wegener-Werken », conglomérat baptisé ultérieurement — après 1945 — « Gebr. Draeger GmbH / Stuttgart ».
À partir de 1922, Günther Quandt s'engage dans l'industrie de la potasse, en association avec August Rosterg (de), par l’achat de la « Wintershall AG » fondée en 1921. Par ailleurs, il parvient à acquérir la majorité des parts de la « Accumulatoren Fabrik Aktiengesellschaft Berlin-Hagen » (AFA) fondée par Adolph Müller (de), le plus grand fabricant de batteries et d'accumulateurs en Europe à cette époque. Cette entreprise approvisionne notamment la Marine qui utilise des batteries dans ses sous-marins.
Son fils Hellmut meurt en 1927 de complications consécutives à une crise d’appendicite.
En 1928, Quandt poursuit son expansion et prend le contrôle de la « Berlin-Karlsruher Industrie-Werke AG » qui, pendant la Première Guerre mondiale, s'appelait encore « Deutsche Waffen- und Munitionsfabriken AG (DWM) » et était par conséquent un fournisseur d’armes et munitions de l'armée allemande. Le traité de Versailles en 1919 interdit la production d’armes de guerre en Allemagne et il est fort probable que, en investissant dans ce secteur, Quandt espère une levée à court ou moyen terme de cette interdiction.
Günther et Magda divorcent en 1929 ; deux ans plus tard, celle-ci se remarie avec le militant nazi et futur ministre de la Propagande de Hitler, Joseph Goebbels.
En 1931, Quandt fait partie du groupe d'industriels pro-nazis (de) qui rencontre Adolf Hitler à l'hôtel Kaiserhof de Berlin et met à la disposition du parti nazi (NSDAP) 25 millions de Reichsmarks pour prévenir un putsch de la gauche. La même année, il adhère à la « Société pour l'étude du fascisme (de) », qui fait le trait d'union entre les cercles conservateurs et le parti nazi. 

### Troisième Reich

#### Relations avec les nazis
Après l’arrivée de Hitler au poste de chancelier en janvier 1933, Günther Quandt renforce ses liens avec le nouveau régime : le 20 février 1933, il participe à la réunion secrète entre les industriels et Hitler, au cours de laquelle une aide exceptionnelle de 3 millions de Reichsmarks est accordée pour la préparation des élections législatives allemandes de mars 1933, qui se déroulent à la suite de l'incendie du Reichstag.
Le 1er mai 1933, il adhère au parti avec le numéro de membre 2 636 406.
Les entreprises de Quandt deviennent des sous-traitants essentiels pour l'industrie de l'armement : en 1937, il se désigne lui-même « industriel modèle » et on lui donne le titre de Wehrwirtschaftsführer, « champion de l'industrie de la défense ».
Pendant la Seconde Guerre mondiale, l'usine principale AFA de Hagen sert de modèle pour les nouvelles usines AFA de Hanovre, Vienne et Posen. L'entreprise y produit les équipements en batteries pour les U-Boote et les sous-marins de poche, et aussi des batteries spéciales destinées aux torpilles ou à « l'arme miracle », le V2. On y fabrique également des batteries pour véhicules blindés, appareils de radio, radars et avions de guerre.
« Tissus destinés à l'armée, accumulateurs, batteries sèches, armes à feu, munitions, métaux légers – celui qui fabrique tout cela mérite bien le titre de champion de l'industrie de la défense » lit-on dans l’hebdomadaire Das Reich.
« Cependant, votre trait de caractère le plus marquant, c'est votre foi dans l'Allemagne et dans le Führer », assure Hermann Josef Abs de la Deutsche Bank à Günther Quandt en faisant son éloge en 1941.
Les usines AFA de Quandt suivent la progression des troupes allemandes vers l'est et s'installent successivement à Cracovie, Riga et Lemberg.

#### Recours à la main d’œuvre forcée
En 2007, un documentaire de la chaine de TV allemande ARD, réalisé par Eric Friedler et Barbara Siebert, explique comment Günther s’est approprié des biens juifs et avait employé de la main d'œuvre servile durant la guerre. Dans les usines de Quandt on utilisait pour des travaux forcés des prisonniers de guerre et des détenus de camps de concentration, et dans l'usine AFA de Hagen (future VARTA) dès 1940 à la fin de l'été on se sert de prisonniers de guerre français notamment. Plus de 50 000 prisonniers de guerre et déportés travaillent dans ses usines BMW pendant la guerre. Cette main d'œuvre est fournie par le régime nazi. 
Comme on prélevait de plus en plus dans la main-d'œuvre allemande, à la fois pour les besoins du front et la fabrication intensive de sous-marins, de batteries pour torpille et de batteries pour « l'arme miracle », le V2, le nombre de travailleurs forcés et de prisonniers de guerre ne cesse d'augmenter pour atteindre en 1944 environ 40 % du personnel total des usines, où travaillèrent jusqu'à 5 800 personnes. Dans l'usine BMW de Karlsruhe, ils étaient environ 4 500. À partir de l'été 1943, dans l'usine spécialisée AFA, on met à contribution des prisonniers du camp de concentration de Hanovre-Stöcken, dépendance du camp de concentration de Neuengamme pour la fabrication d'accumulateurs. Environ 1 500 prisonniers de camp de concentration, installés en kommando sur le terrain même de l'usine, travaillent à la production de batteries dans un environnement partiellement contaminé au plomb. Sur le terrain de l'usine à Hanovre était installée une autre dépendance du camp où l'on avait prévu aussi la place pour les exécutions capitales. L'espérance de survie à Stöken ne dépassait pas six mois. Le site était dirigé par le fils de Quandt : Herbert Quandt. Chaque mois environ 80 déportés mouraient et devaient être remplacés.
Le camp de concentration de Hanovre-Stöcken (Continental) était une dépendance du camp de concentration de Neuengamme où au début, en septembre 1944 ne se trouvent qu'environ 1 000 Juifs polonais et pendant peu de temps. Le camp se trouvait à côté de l'usine. Les prisonniers doivent travailler onze heures par jour à produire du caoutchouc, matière importante pendant la guerre pour fabriquer les pneus des véhicules. En 1944 on fait travailler des prisonniers de Mauthausen dans l'usine de Vienne-Floridsdorf. Également, à partir de 1944, dans la filiale d'AFA à Berlin-Niederschönweide, Pertrix, on força environ 500 prisonnières à travailler avec des acides corrosifs. Ces conditions de travail provoquaient en moyenne 80 morts par mois, mais ces morts étaient prévues et calculées froidement comme une simple « rotation ».
En novembre 2007, la Norddeutsche Rundfunk a présenté le film Das Schweigen der Quandts (Le Silence des Quandt). Le film montre des centaines de travailleurs forcés très affaiblis, qui avaient été employés dans l'usine d'accumulateurs des Quandt à Hanovre-Stöcken (de) et avaient été hébergés dans un camp satellite du camp de Neuengamme. À l’approche de la fin du conflit, avec d’autres déportés, ils sont transférés vers la ville proche de Gardelegen et ceux qui ne peuvent continuer à fuir à pied devant l'avance alliée y sont brûlés vifs dans la « grange d'Isenschnibbe » le 13 avril 1945 : le crime est découvert par l’armée américaine car les gardiens n'ont pas fini de faire disparaître les cadavres de la totalité des 1 016 victimes recensées.

### Après-guerre
Quand la guerre prend fin, Günther Quandt se cache au château de Leutstetten, sur les rives du lac de Starnberg en Haute-Bavière, tandis que son fils Herbert avec quelques-uns des collaborateurs principaux d'AFA avait déjà préparé à Bissendorf près de Hanovre un logement de secours pour ce moment-là ; il peut ainsi continuer ses affaires. Günther Quandt est arrêté le 18 juillet 1946 à cause du rôle qu’il avait joué dans l'économie de guerre puis est interné à Moosburg an der Isar, dans l'ancien Stalag VII-A (en). Après sa libération en janvier 1948, une procédure judiciaire le classe, en juillet 1948, comme un simple exécutant, bien qu'il ait effectivement occupé de nombreux postes de premier plan, par exemple au conseil de surveillance de Daimler-Benz, de la Deutsche Bank et d’AEG.

### Mort
Il meurt au Caire, le 30 décembre 1954, au cours d’un séjour touristique.

## Sources

### Documentaires
- BMW - une fortune au-dessus de tout soupçon
- BMW - Pillage par espionnage